# Österreichische Alpine Skimeisterschaften 2021
Die Österreichischen Alpinen Skimeisterschaften 2021 fanden von 10. bis 14. Februar in Saalbach-Hinterglemm im Land Salzburg und von 24. März bis 1. April 2021 am Glungezer in Tirol statt. Die Rennen waren zumeist international besetzt, um die Österreichische Meisterschaft fahren jedoch nur die österreichischen Teilnehmer.

## Übersicht
| Disziplin    | Datum      | Staatsmeister     | Verein                   | Datum      | Staatsmeisterin      | Verein               |
| ------------ | ---------- | ----------------- | ------------------------ | ---------- | -------------------- | -------------------- |
| Abfahrt      | 10.02.2021 | Daniel Danklmaier | Haus im Ennstal          | 14.02.2021 | Sabrina Maier        | Saalbach-Hinterglemm |
| Super-G      | 26.03.2021 | Otmar Striedinger | Haus im Ennstal          | 24.03.2021 | Lena Wechner         | Finkenberg           |
| Riesenslalom | 30.03.2021 | Magnus Walch      | Arlberg                  | 01.04.2021 | Elisa Mörzinger      | Böhmerwald           |
| Slalom       | 31.03.2021 | Dominik Raschner  | Mils                     | 31.03.2021 | Marie-Therese Sporer | Finkenberg           |
| Kombination  | 27.03.2021 | Adrian Pertl      | Reichenau-Turracher Höhe | 25.03.2021 | Lisa Hörhager        | Mayrhofen            |

## Herren

### Abfahrt
| Platz | Name                  | Zeit        |
| ----- | --------------------- | ----------- |
| 01    | Yannick Chabloz (SUI) | 1:07,32 min |
| 02    | Daniel Danklmaier     | 1:07,43 min |
| 03    | Julian Schütter       | 1:07,66 min |
| 04    | Stefan Eichberger     | 1:07,70 min |
| 05    | Josua Mettler (SUI)   | 1:07,78 min |
| 06    | Lars Rösti (SUI)      | 1:07,85 min |
| 07    | Cedric Ochsner (SUI)  | 1:07,86 min |
| 08    | Stefan Rieser         | 1:07,94 min |
| 09    | Philipp Lackner       | 1:07,97 min |
| 10    | Jacob Schramm (GER)   | 1:08,00 min |

Datum: 10. Februar 2021

Ort: Hinterglemm

Piste: Schneekristall/Zwölfer

Start: 1560 m, Ziel: 1060 m

Höhendifferenz: 500 m

Tore: 24

### Super-G
| Platz | Name                   | Zeit        |
| ----- | ---------------------- | ----------- |
| 01    | Otmar Striedinger      | 0:49,30 min |
| 02    | Stefan Babinsky        | 0:49,44 min |
| 03    | Daniel Hemetsberger    | 0:49,55 min |
| 04    | Daniel Danklmaier      | 0:49,64 min |
| 05    | Maximilian Lahnsteiner | 0:49,87 min |
| 06    | Max Franz              | 0:49,99 min |
| 07    | Raphael Haaser         | 0:50,00 min |
| 08    | Lukas Feurstein        | 0:50,03 min |
| 09    | Andreas Ploier         | 0:50,16 min |
| 10    | Maarten Meiners (NED)  | 0:50,33 min |

Datum: 26. März 2021

Ort: Tulfes

Piste: Glungezer

Start: 1955 m, Ziel: 1605 m

Höhendifferenz: 350 m

Tore: 30

### Riesenslalom
| Platz | Name                     | Zeit        |
| ----- | ------------------------ | ----------- |
| 01    | Magnus Walch             | 2:08,65 min |
| 02    | Stefan Brennsteiner      | 2:08,67 min |
| 03    | Dominik Raschner         | 2:08,73 min |
| 04    | Daniel Meier             | 2:08,83 min |
| 05    | Roland Leitinger         | 2:08,99 min |
| 06    | Patrick Kennedy (USA)    | 2:09,04 min |
| 07    | Armin Dornauer           | 2:09,07 min |
| 08    | Brian McLaughlin (USA)   | 2:09,23 min |
| 09    | Stefano Baruffaldi (ITA) | 2:09,97 min |
| 10    | Christian Borgnaes       | 2:10,31 min |

Datum: 30. März 2021

Ort: Tulfes

Piste: Glungezer

Start: 1935 m, Ziel: 1605 m

Höhendifferenz: 350 m

Tore 1. Lauf: 48, Tore 2. Lauf: 51 

### Slalom
| Platz | Name             | Zeit        |
| ----- | ---------------- | ----------- |
| 01    | Dominik Raschner | 1:30,49 min |
| 02    | Simon Rueland    | 1:30,72 min |
| 03    | Marc Digruber    | 1:31,00 min |
| 04    | Joshua Sturm     | 1:31,50 min |
| 05    | Thomas Dorner    | 1:31,65 min |
| 06    | Johannes Strolz  | 1:31,74 min |
| 07    | Pirmin Hacker    | 1:31,86 min |
| 08    | Armin Dornauer   | 1:31,91 min |
| 09    | Richard Leitgeb  | 1:31,96 min |
| 10    | Stefan Schragl   | 1:32,04 min |

Datum: 31. März 2021

Ort: Tulfes

Piste: Glungezer

Start: 1775 m, Ziel: 1600 m

Höhendifferenz: 175 m

Tore 1. Lauf: 60, Tore 2. Lauf: 62 

### Kombination
| Platz | Name               | Zeit        |
| ----- | ------------------ | ----------- |
| 01    | Adrian Pertl       | 1:35,57 min |
| 02    | Pirmin Hacker      | 1:35,66 min |
| 03    | Michael Matt       | 1:35,67 min |
| 04    | Felix Hacker       | 1:36,04 min |
| 05    | Lukas Feurstein    | 1:36,08 min |
| 06    | Raphael Haaser     | 1:36,09 min |
| 07    | Johannes Strolz    | 1:36,34 min |
| 08    | Lukas Passrugger   | 1:36,66 min |
| 09    | Jakob Eisner       | 1:37,06 min |
| 10    | Christian Borgnaes | 1:37,28 min |

Datum: 27. März 2021

Ort: Tulfes

Piste: Glungezer

Start: 1955 m, Ziel: 1605 m

Höhendifferenz: 350 m

Tore Super-G: 30, Tore Slalom: 58

## Damen

### Abfahrt
| Platz | Name                  | Zeit        |
| ----- | --------------------- | ----------- |
| 01    | Sabrina Maier         | 1:09,68 min |
| 02    | Rosina Schneeberger   | 1:09,93 min |
| 03    | Vanessa Nussbaumer    | 1:10,12 min |
| 04    | Delia Durrer (SUI)    | 1:10,44 min |
| 05    | Michaela Heider       | 1:10,50 min |
| 06    | Emily Schöpf          | 1:10,55 min |
| 07    | Christina Ager        | 1:10,79 min |
| 08    | Camille Cerutti (FRA) | 1:10,89 min |
| 09    | Katja Grossmann (SUI) | 1:10,90 min |
| 10    | Magdalena Ranalter    | 1:10,92 min |

Datum: 14. Februar 2021

Ort: Hinterglemm

Piste: Schneekristall/Zwölfer

Start: 1560 m, Ziel: 1060 m

Höhendifferenz: 500 m

Tore: 25

### Super-G
| Platz | Name                  | Zeit        |
| ----- | --------------------- | ----------- |
| 01    | Lena Wechner          | 0:56,22 min |
| 02    | Ariane Rädler         | 0:56,47 min |
| 03    | Christine Scheyer     | 056,55 min  |
| 04    | Sabrina Maier         | 0:56,60 min |
| 05    | Michaela Heider       | 0:56,82 min |
| 06    | Emily Schöpf          | 0:57,19 min |
| 07    | Charlotte Lingg (LIE) | 0:57,38 min |
| 08    | Sandra Absmann        | 0:57,45 min |
| 09    | Magdalena Kappaurer   | 0:57,50 min |
| 10    | Christina Ager        | 0:57,67 min |

Datum: 24. März 2021

Ort: Tulfes

Piste: Glungezer

Start: 1955 m, Ziel: 1605 m

Höhendifferenz: 350 m

Tore: 32

### Riesenslalom
| Platz | Name                  | Zeit        |
| ----- | --------------------- | ----------- |
| 01    | Elisa Platino (ITA)   | 1:45,53 min |
| 02    | Elisa Mörzinger       | 1:45,82 min |
| 03    | Nadine Fest           | 1:46,01 min |
| 04    | Lisa Hörhager         | 1:46,06 min |
| 05    | Sophia Waldauf        | 1:46,12 min |
| 06    | Michaela Heider       | 1:46,31 min |
| 07    | Christine Scheyer     | 1:46,43 min |
| 08    | Vivien Insam (ITA)    | 1:46,47 min |
| 09    | Francesca Fanti (ITA) | 1:46,52 min |
| 10    | Anna Grünauer         | 1:46,56 min |

Datum: 1. April 2021

Ort: Tulfes

Piste: Glungezer

Start: 1860 m, Ziel: 1600 m

Höhendifferenz: 260 m

Tore 1. Lauf: 38, Tore 2. Lauf: 38 

### Slalom
| Platz | Name                   | Zeit        |
| ----- | ---------------------- | ----------- |
| 01    | Marie-Therese Sporer   | 1:36,99 min |
| 02    | Vivien Insam (ITA)     | 1:37,95 min |
| 03    | Lisa Hörhager          | 1:38,14 min |
| 04    | Celina Herz            | 1:38,16 min |
| 05    | Bernadette Lorenz      | 1:38,51 min |
| 06    | Maryja Schkanawa (BLR) | 1:38,52 min |
| 07    | Monika Widmoser        | 1:39,13 min |
| 08    | Sophia Waldauf         | 1:39,98 min |
| 09    | Pia Lingg              | 1:40,09 min |
| 10    | Elisa Mörzinger        | 1:40,56 min |

Datum: 31. März 2021

Ort: Tulfes

Piste: Glungezer

Start: 1775 m, Ziel: 1600 m

Höhendifferenz: 175 m

Tore 1. Lauf: 66, Tore 2. Lauf: 65 

### Kombination
| Platz | Name                    | Zeit        |
| ----- | ----------------------- | ----------- |
| 01    | Lisa Hörhager           | 1:38,03 min |
| 02    | Christine Scheyer       | 1:38,04 min |
| 03    | Nevena Ignjatović (SRB) | 1:38,72 min |
| 04    | Katharina Gallhuber     | 1:38,84 min |
| 05    | Katharina Huber         | 1:39,00 min |
| 06    | Emily Schöpf            | 1:39,14 min |
| 07    | Carmen Spielberger      | 1:39,51 min |
| 08    | Victoria Olivier        | 1:39,84 min |
| 09    | Christina Ager          | 1:39,90 min |
| 10    | Magdalena Kappaurer     | 1:39,96 min |

Datum: 25. März 2021

Ort: Tulfes

Piste: Glungezer

Start: 1955 m, Ziel: 1605 m

Höhendifferenz: 350 m

Tore Super-G: 32, Tore Slalom: 53